# Neptun (mytologie)

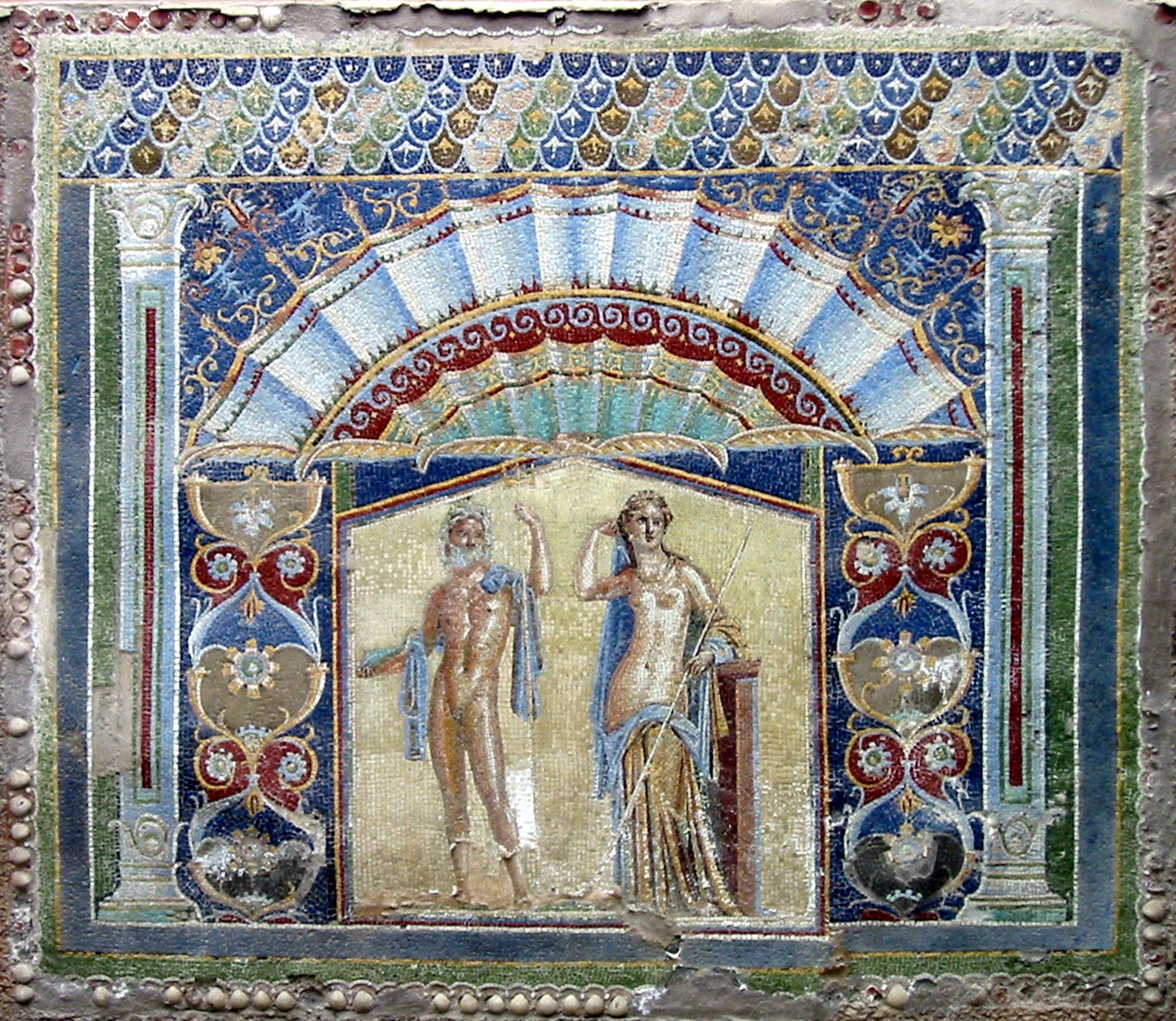
Neptun a Salacia na římské mozaice, před rokem 79 n. l., Herculaneum

Neptun, latinsky Neptūnus,  italsky Nettuno, je římským (respektive italickým) bohem moří, jezer a pramenů. V rámci interpretatio graeca byl ztotožněn s řeckým Poseidónem a převzal jeho mytologii. Jeho přímým etruským předchůdcem a protějškem byl Nethuns.

## Etymologie
Etymologie Neptunova jména je nejasná a sporná. Paul Kretschmer jej na konci 19. století odvozoval z praindoevropským kořenem *neptu „vlhká látka“. Hubert Petersmann spojil Neptunovo jméno s praindoevropským kořenem *nebh „obloha, nebe“. Georges Dumézil zase odvodil toto teonymum od praindoevropského kořene *nepot „vnuk, potomek“ a spojil tak Neptuna s védským a avestánským Apám Napátem a irským Nechtanem.

## Mýtus
Podle Jaana Puhvela byl římský mýtus o Neptunovi převeden na pověst o zázraku spojeném s Albanským jezerem v italském Laziu. Podle tohoto příběhu v desátém roce války Říma proti Vejím se toto jezero nebývale rozvodnilo. Věštby, které o tomto úkazu Římané dostali, tvrdily, že pokud se vody jezera dostanou k moři, zůstanou Veje nedobytné, a aby tomu bylo zabráněno, musí být svedeny do vnitrozemí.
Fakt, že nejde o odkaz na historickou událost, Puhvel odvozuje z toho, že Albanské jezero a Veje leží na opačných stranách od Říma, a ve verzi zachycené Dionýsiem z Halikarnassu je událost datována na 23. červenec, kdy se konala slavnost Neptunalia. V náznacích je také tento příběh spojen s mýtem o Apám Napátámovi a „ohni ve vodách.“

## Ikonografie

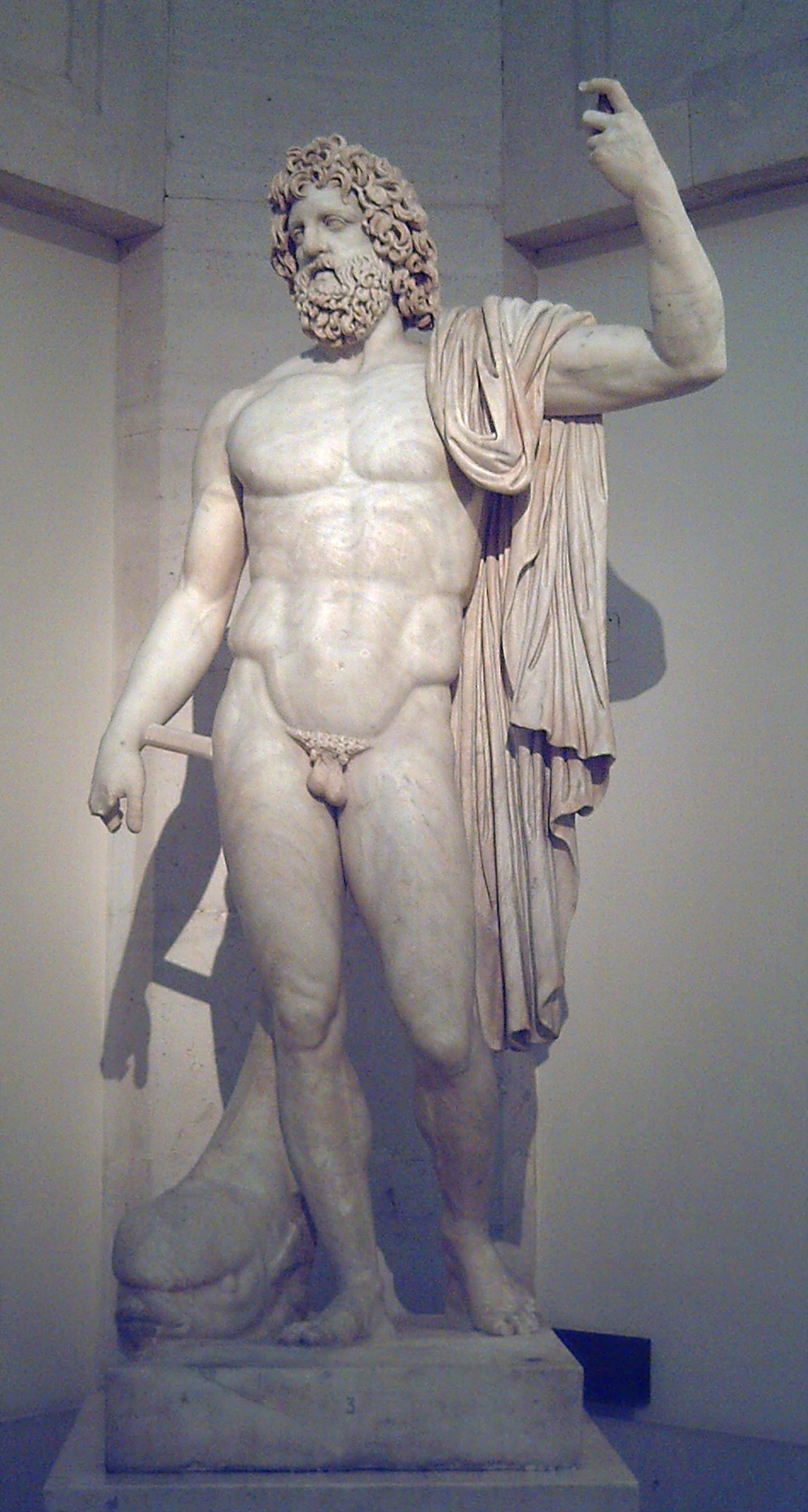
Kolosální socha Neptuna, římská práce z Korintu, kolem r. 135 n. l., Prado

Neptunovou manželkou byla mořská bohyně jménem Salacia, ztotožňovaná s Amfitrítou, manželkou řeckého Poseidóna. Jejich synem byl vodní polobůh Arion, ztotožňovaný s řeckým Tritonem, byli obklopeni nymfami vodních toků najádami. Jejich životním prostředím byla voda. Neptunovou zbraní a hlavním atributem byl trojzubec, dále jej doprovázel delfín. Jeho dopravním prostředkem byl dvoukolový vozík, zapřažený do dvoj- až čtyřspřeží mořských koní, zvaných hippocampové. Jindy jede Neptun sám na neosedlaném hippocampovi nebo na delfínu (například renesanční socha na Krocínově kašně. V alegorických vyobrazeních může Neptun stojící na souši držet druhý atribut: džbán nebo kráter, ze kterého vytéká voda. V novověkém výtvarném umění bývají někdy zaměňováni s Poseidónem či Neptunem bůh moří Néreus Okeános, či personifikace světové řeky Nilu, Eufratu či Gangy.

## Jiné významy
- Neptun – rozcestník